# Föderation der Unabhängigen Gewerkschaften Russlands
Die Föderation der Unabhängigen Gewerkschaften Russlands (FNPR; russisch Федерация Независимых Профсоюзов России Federazija Nesawissimych Profsojusow Rossii) ist ein russischer Gewerkschaftsbund. Er wurde 1990 nach der Auflösung der Sowjetunion als Nachfolger des sowjetischen Gewerkschaftsrates WZSPS gegründet und vertritt nach eigenen Angaben rund 24,2 Millionen Mitglieder (Stand 2012). Der zweite Gewerkschaftsbund Russlands, die Konföderation der Arbeit Russlands (KTR), kommt lediglich auf rund 2,9 Millionen Mitglieder.
Der FNPR ist darüber hinaus der größte Gewerkschaftsbund in Europa. Die Mitglieder des FNPR sind 44 Branchengewerkschaften, dazu auch 79 regional beschränkte Vereinigungen. Vorsitzender ist seit 1993 Michail Schmakow, international organisiert sich die Föderation unabhängiger Gewerkschaften Russlands seit dem Jahr 2000 im Internationalen Bund Freier Gewerkschaften und seit 2006 im Internationalen Gewerkschaftsbund. Eine Verbindung zum Europäischen Gewerkschaftsbund besteht über die Mitgliedschaft der FNPR im Pan-Europäischen Regionalrat.

## Mitgliederstruktur
Die offizielle Mitgliederzahl belief sich 2012 auf 24,2 Millionen Personen. Davon waren 18,8 Mio. Personen als Erwerbstätige registriert, 2,1 Mio. als Rentner, 3,3 Mio. als Studierende und Auszubildende. Rund 59,8 Prozent aller Mitglieder waren Frauen.
Seit Beginn der 1990er-Jahre hat sich die Mitgliederzahl auf rund ein Drittel reduziert, Anfang der 1990er Jahre waren rund 60 Mio. Personen Mitglieder.
Zur FNPR gehören u. a. folgende Einzelgewerkschaften:
| Name der Gewerkschaft | Mitglieder | Zugehörigkeit zu Globalen Gewerkschaftsföderationen |
| --- | ---------- | --------------------------------------------------- |
| Профсоюз Работников Агропромышленного комплекса АПК РФ (Gewerkschaft der Landarbeiter der Russischen Föderation, APK RF) | 4 000      |                                                     |
| Российского Профсоюза Работников Промышленности РОСПРОФПРОМ (Russische Gewerkschaft der Industriearbeiter ROSPROFPROM)   | 323.000    |                                                     |
| Горно-металлургический профсоюз России – ГМПР (Gewerkschaft Bergbau und Metallurgie Russlands, GMPR)                     | 450.000    | IndustriAll                                         |

In der FNPR waren zu diesem Zeitpunkt 190.800 betriebliche und 1.603 territoriale Organisationen organisiert.

## Geschichte
In den Jahren nach der Auflösung der UdSSR blieb die FNPR grundsätzlich funktionierend, auch wenn es einige Jahre dauerte, bis Konzepte für die Werbung von Mitgliedschaften auf freiwilliger Basis entwickelt wurden. Im Zuge der Reformen des Arbeitsgesetzes der russischen Regierung unter Boris Jelzin im Jahr 1992 kam es zu weitreichenden Konflikten zwischen der FNPR-Leitung und den Mitgliedern, die gegenüber den Privatisierungen der russischen Wirtschaft eine ablehnende Haltung einnahmen. Die Aktionen und Kampagnen der FNPR, welche diese Haltung aufgriffen, blieben allerdings weitgehend ohne Resonanz. Die konfliktreiche Beziehung zwischen Leitungsebene der Föderation und ihren Mitgliedern zeigte sich auch im Vorfeld und bei der Russischen Verfassungskrise 1993. Die FNPR entwickelte sich von ihrer Position der „kritischen Opposition“ hin zu „Verteidigern des Weißen Hauses.“ Im Zuge der Krise wurden Bankkonten des Gewerkschaftsbundes gesperrt und Telefonanschlüsse stillgelegt. In der Konsequenz wurde Michail Schmakow als Vorstand gewählt, der bis heute im Amt ist.
Seit der Phase zwischen 1991 und 1993 hat sich in der FNPR eine Abneigung gegenüber eigenen gewerkschaftlichen Aktionen entwickelt, was regelmäßig zu Konflikten mit aktivistischen Gruppen führt.
Bei den Wahlen 2005 und 1999 favorisierte die FNPR jeweils die letztliche Opposition. Unter Wladimir Putin gab es zum Teil offene Konflikte in der politischen Agenda.

## Stellung im politischen System
Gewerkschaften in Russland haben inzwischen nicht weiter das Initiativrecht für Gesetzesvorschläge inne, sie sind also auf Zusammenarbeit mit parlamentarisch vertretenen politischen Parteien angewiesen. Im Allgemeinen werden die 1990er-Jahre als unfruchtbar in der Zusammenarbeit zwischen Parteien und Gewerkschaften eingeschätzt. Entsprechend wurden Gewerkschaften in der ab 1993 geltenden Verfassung besondere parlamentarische Rechte zugestanden, es gab etwa für Gewerkschaftsvertreter reservierte Mandate.
Die FNPR hat sich in der jüngeren Vergangenheit konstruktiv mit der Partei Einiges Russland auseinandergesetzt, so wurde im Jahr 2008 eine Vereinbarung über Zusammenarbeit und Kommunikation unterschrieben. Diese Vereinbarung fixierte Ziele in der Sozialpolitik.